# Brandenburger Tor station
För andra betydelser, se Brandenburger Tor.
Brandenburger Tor är en underjordisk station i stadsdelen Mitte, Berlin. Stationen ligger under boulevarden Unter den Linden nära Hotel Adlon, Pariser Platz och Brandenburger Tor och trafikeras av pendeltåg (S-bahn) och tunnelbana (U-Bahn) samt bussar. Brandenburger Tor station öppnade 1936 för S-bahn under namnet Unter den Linden i Nord-Süd-Tunneln. Mellan 1961 och 1990 var stationen en så kallad spökstation eftersom den var avstängd för allmänheten p.g.a. delningen av Berlin. S-bahntågen passerade förbi men fick inte stanna på stationen som låg i Östberlin. 2009 byttes namnet till Brandenburger Tor i samband med att tunnelbanan fick en ny anslutande station under den gamla stationen med detta nya namn. Tunnelbanestationen låg på Berlins korta tunnelbanelinje U55. 4 december 2020 förlängdes U5 från Alexanderplatz och U55 ersattes då av U5. Linje U5 fick en ny station 2020 som heter Unter den Linden, men den ligger på en annan del av gatan än vad station Brandenburger Tor gör. 

## Bilder

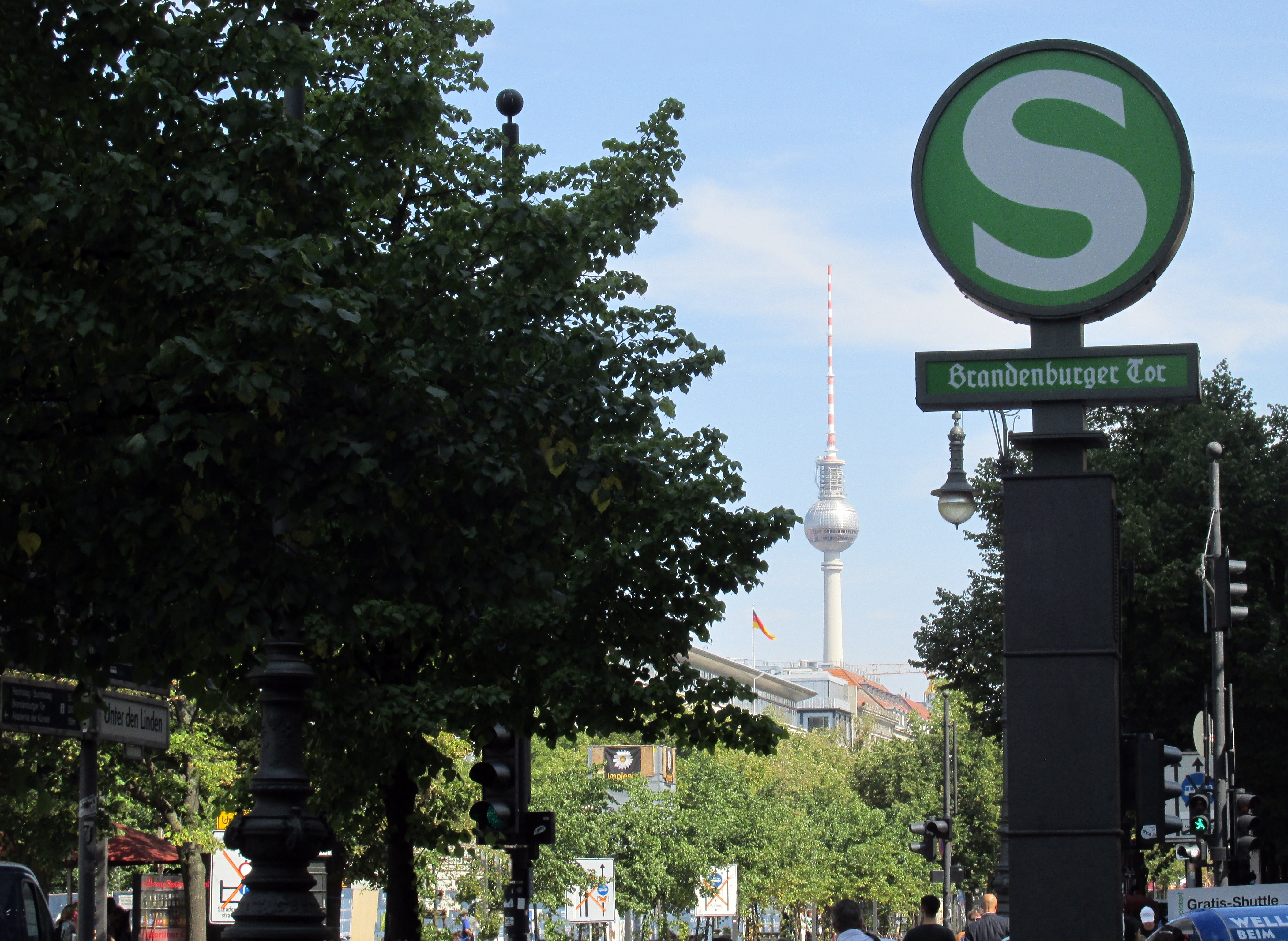
S-Bahn entrén
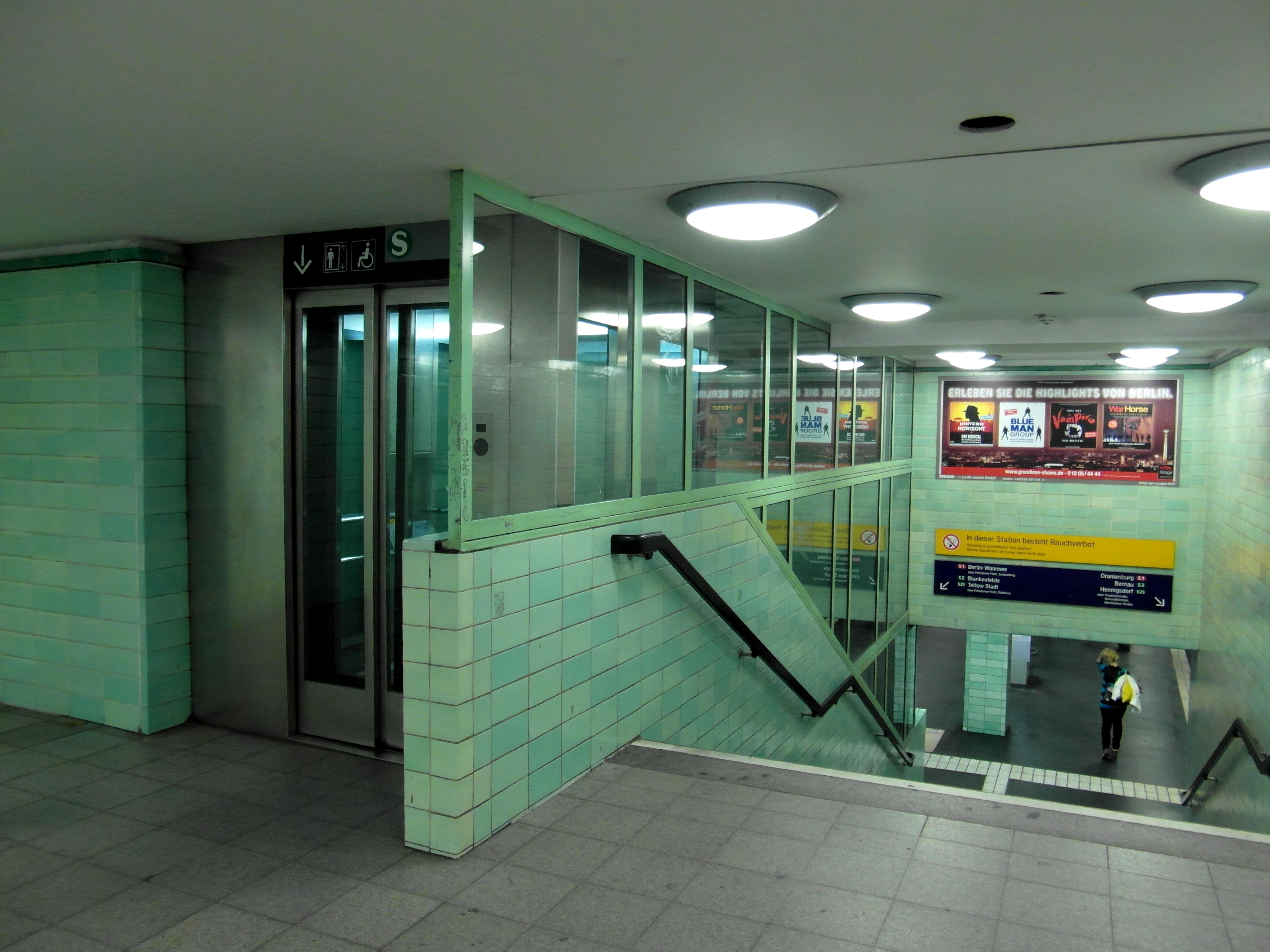
S-Bahn
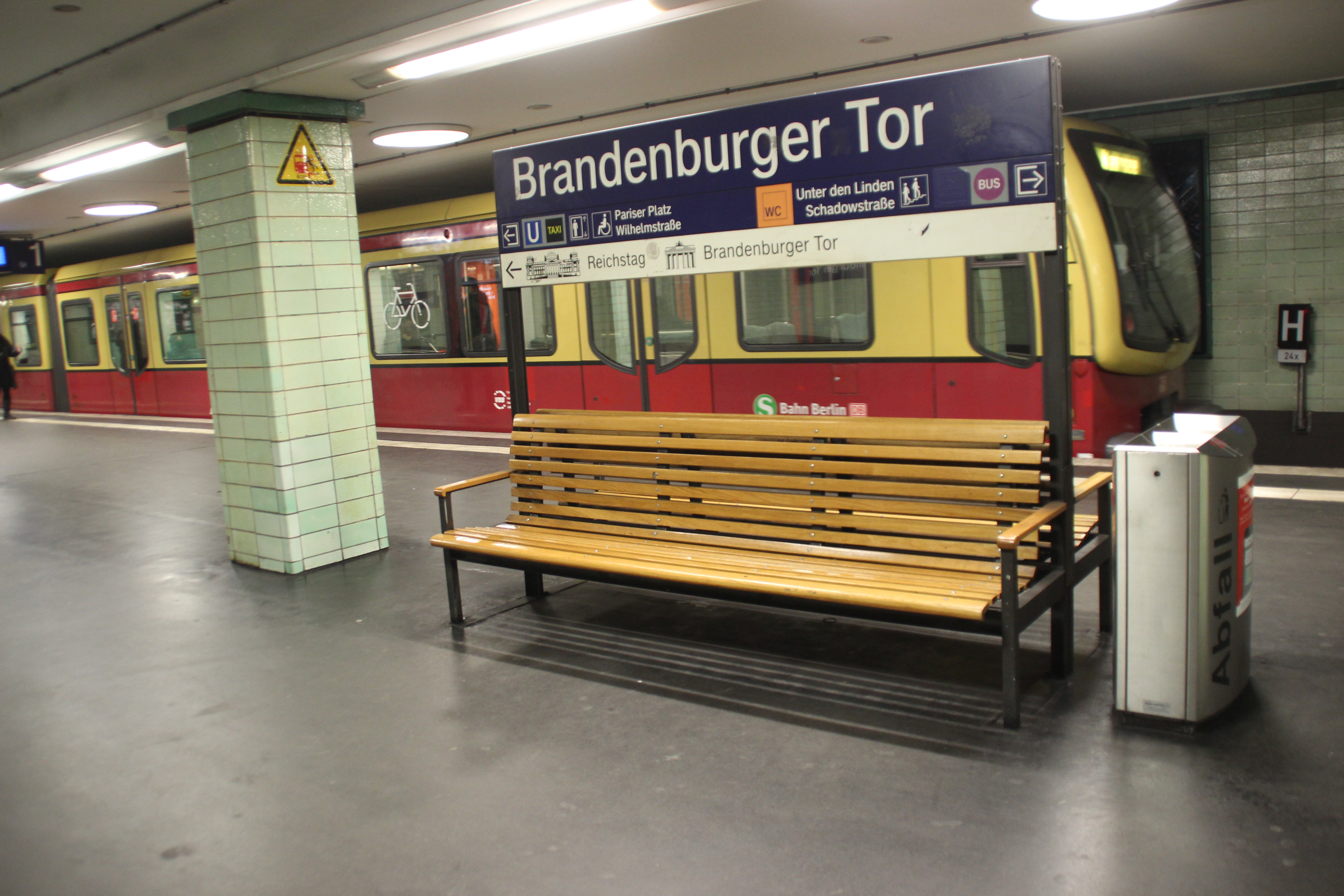
Brandenburger Tor S-Bahnstationen från 1936
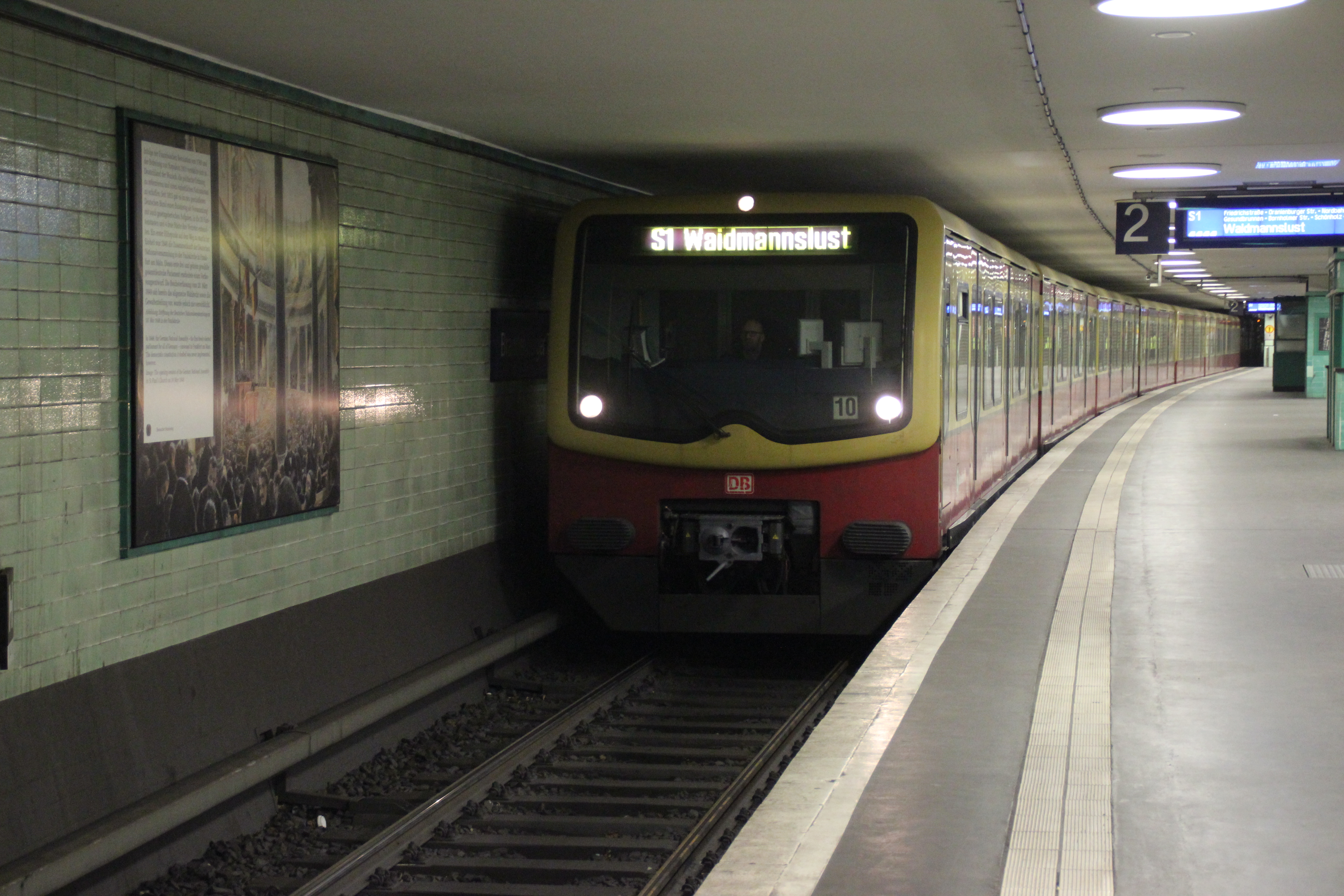
S-Bahntåg
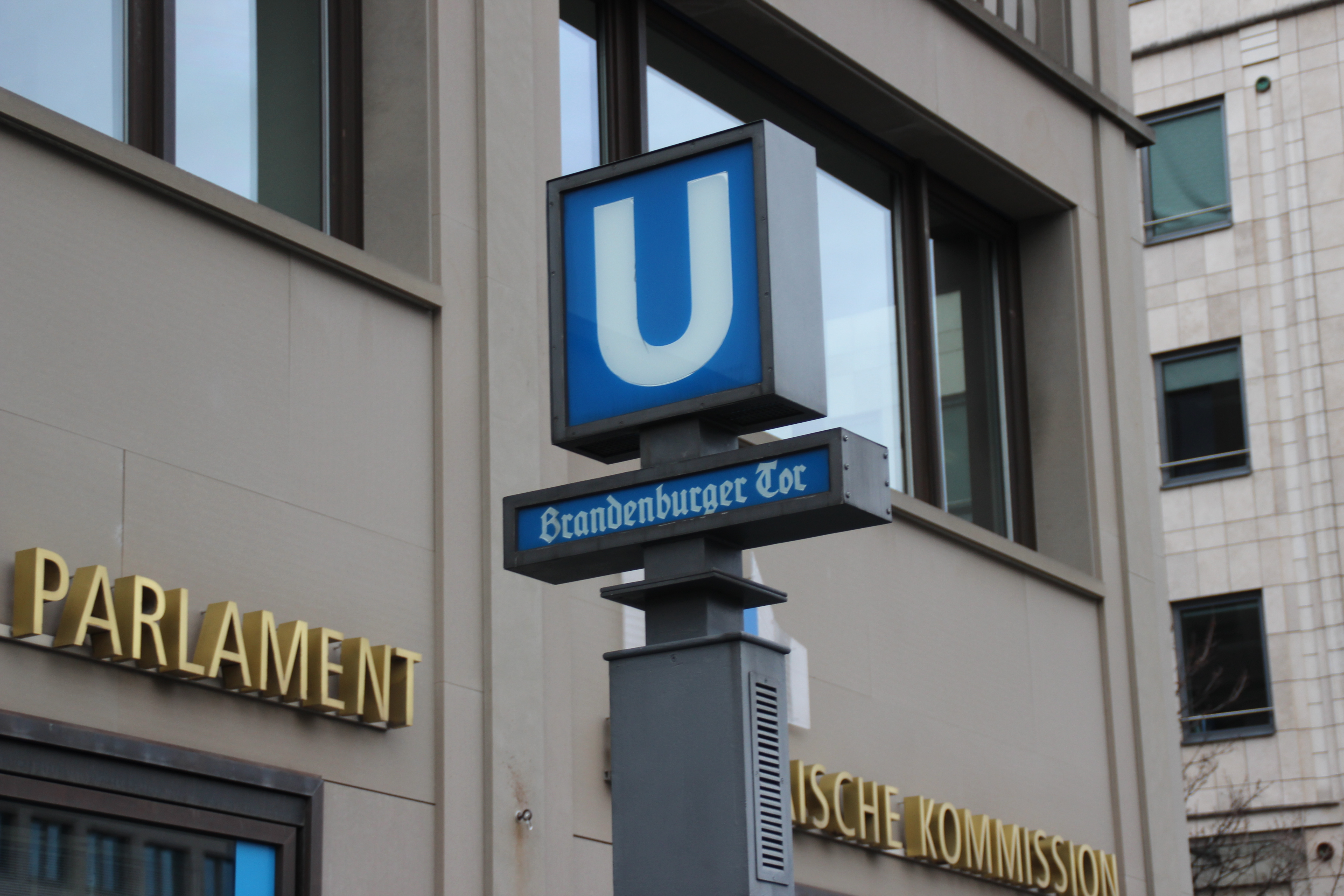
U-Bahn entrén
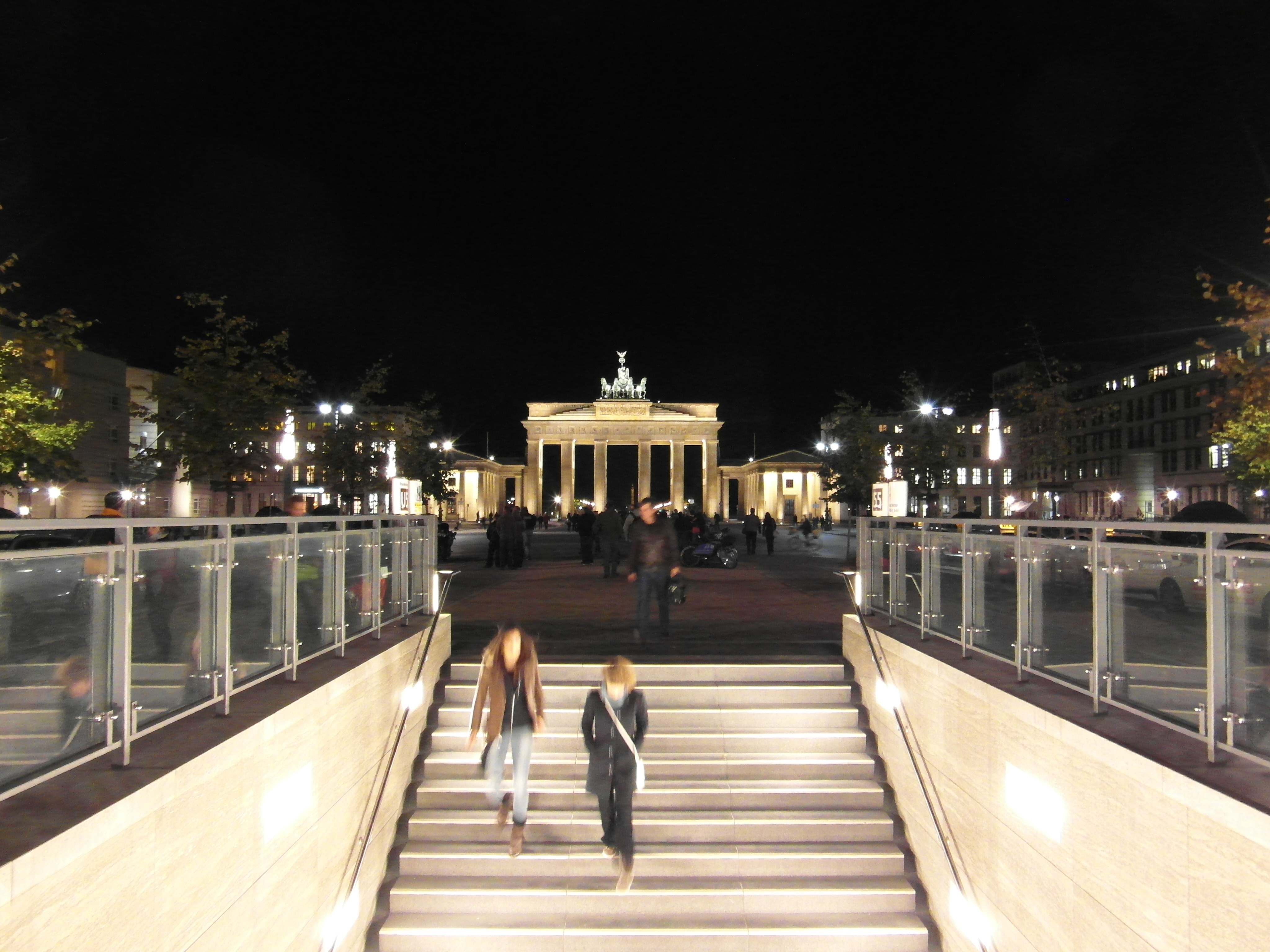
Entré till U-Bahn
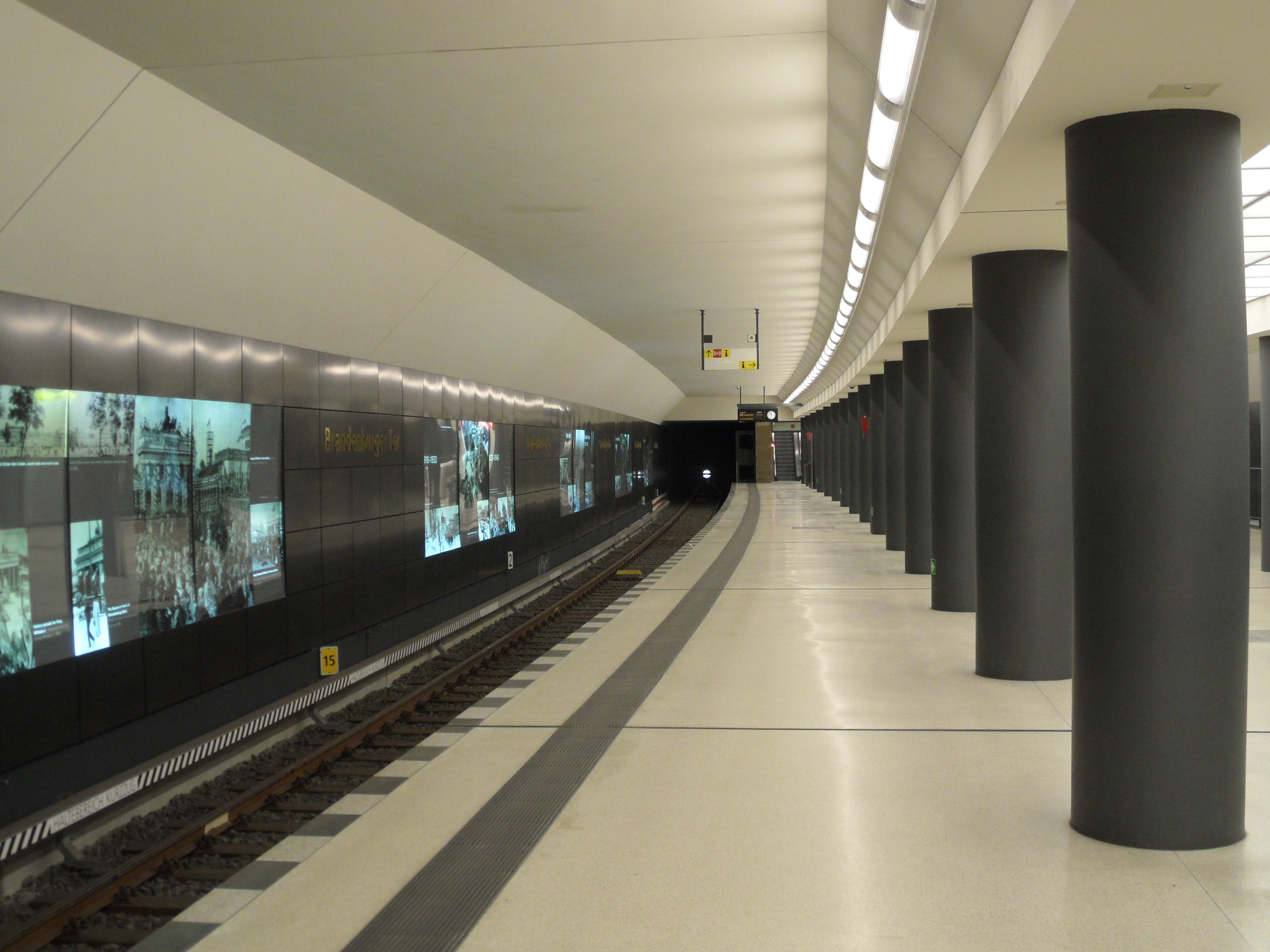
Brandenburger Tor U-Bahnstation från 2009
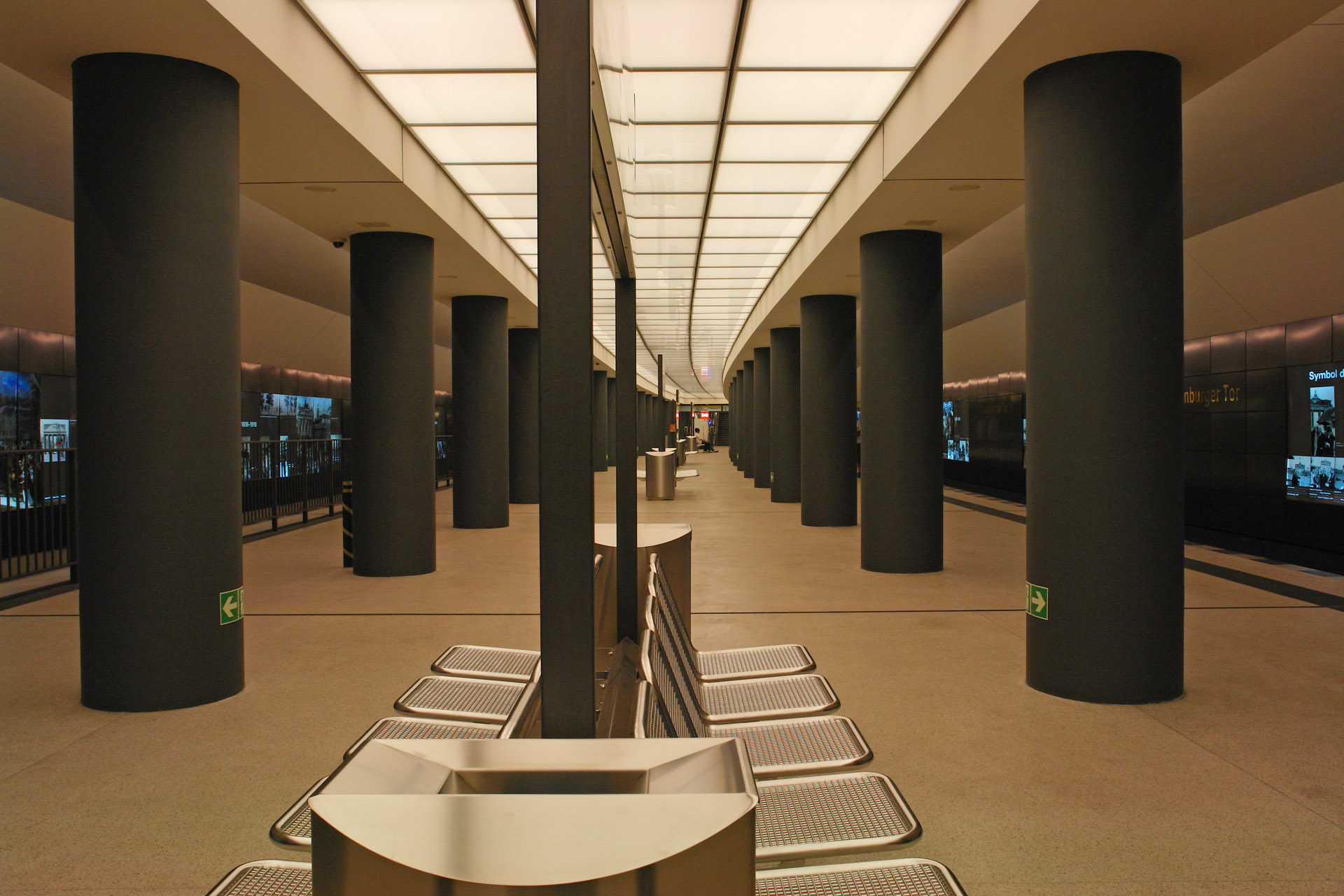
Tunnelbanestationen Brandenburger Tor från 2009.